# Alburnus danubicus
Espèce
Synonymes
- Alburnus chalcoides danubicus Antipa, 1909[2]
- Chalcalburnus chalcoides danubicus (Antipa, 1909)[2]

Alburnus danubicus est une espèce de poisson d'eau douce de la famille des Cyprinidae désormais éteinte. Elle n'est connue que par deux spécimens prélevés en 1909 et 1943.

## Répartition
Alburnus danubicus se rencontrait dans les lacs côtiers et dans le Danube en Roumanie et Bulgarie.

## Description
Dans sa description originale, l'auteur indique que cette espèce mesure en moyenne 220 à 250 mm. En revanche FishBase indique une taille maximale de seulement 200 mm.
Elle est décrite au départ comme une sous-espèce de Alburnus chalcoides.

## Nom vernaculaire
L'auteur indique que cette espèce était appelée localement Obleti mari ou Obleti de mare.

## Publication originale
- Antipa, 1909 : Fauna ichtiologica a României. Academia Româna, vol. 3, n. 16 (texte intégral).